# Hieronymus Ferdinand Rudolf von Colloredo-Mansfeld
Hieronymus Ferdinand Rudolf von Colloredo-Mansfeld (Przemyśl, 20 luglio 1842 – Blankenberge, 29 luglio 1881) è stato un politico e nobile austriaco.
Dal 1875 al 1879 fu ministro dell'agricoltura dell'Impero austriaco, divenendo in seguito leader del partito costituzionale.

## Biografia
Hieronymus Ferdinand Rudolf era figlio del politico Joseph Franz von Colloredo-Mansfeld e di sua moglie, Maria Teresa von Lebzeltern.
Dal 1859 entrò a far parte come suo padre prima di lui dell'esercito austriaco e cogliendo l'occasione per studiare in Francia, in Inghilterra ed in Spagna sino a raggiungere il grado di capitano di cavalleria. Nel 1865, sposò la contessa Egle Festetics von Tolna con la quale visse nel castello di Dobříš, località per la quale si impegnò particolarmente, non solo studiando la cultura locale e la lingua ceca, ma venendo anche in seguito eletto sindaco, carica che ricoprì sino alla sua nomina al governo. Fu inoltre presidente del consiglio agricolo ceco e divenne deputato al Landtag locale nelle file dei proprietari terrieri.
Il 19 maggio 1875 venne prescelto quale ministro dell'agricoltura nel governo di Adolf von Auersperg, suo cognato, detenendo tale carica sino al 12 agosto 1879. Inizialmente a tale incarico era stato proposto Karl von Belrupt-Tissac, ma la sua candidatura non aveva avuto in seguito successo. Il giovane principe ereditario di Colloredo-Mannsfeld non era perlopiù conosciuto a Vienna sia per la sua giovane età (aveva appena 33 anni), sia per l'essere rimasto lontano dall'alta società aristocratica austriaca per lungo tempo, rimanendo in provincia. All'epoca della sua nomina era il ministro più giovane nei governi dell'intera Europa.
Nel 1879 venne eletto al parlamento viennese, rimanendo in carica sino alla sua morte.
Morì improvvisamente nel 1881 nella località balneare termale belga di Blankenberge. Al momento della sua morte, suo padre ricopriva ancora la carica di principe la quale pertanto, in seguito, passò a suo figlio Joseph Hieronymus.

## Matrimonio e figli
Hieronymus Ferdinand Rudolf sposò a Praga il 29 aprile 1865 la contessa Aglae Festetics de Tolna (1840-1897), figlia del conte Ernst e di sua moglie, la baronessa Giovanna Kotz von Dobr. Da questo matrimonio nacquero i seguenti eredi:
- Joseph Hieronymus (1866-1957), VI principe di Colloredo-Mansfeld, sposò in prime nozze Lucy-Sophie-Yvonne Jonquet; in seconde nozze sposò Marie-Sidonie de Smit
- Johanna (1867-1938), sposò il principe Aloys von Schoenburg-Hartenstein
- Maria Theresia (1869-1960), sposò in prime nozze il conte Carlo von Trauttmansdorff-Weinsberg; in seconde nozze sposò il cone Adolf von Trauttmansdorff-Weinsberg
- Hieronymus (1870-1942), capitano di corvetta, sposò la contessa Berta von Kolowrat-Krakowsky; fu padre di Joseph Leopold, VII principe di Colloredo-Mansfeld
- Ernestina (1873-1961), sposò Maximilian Steinlechner
- Ida (1875-1887)

## Ascendenza
|                                                    |   |                                 | Genitori                    |  |  | Nonni |  |  | Bisnonni                                       |  |  | Trisnonni                            |  |
|                                                    |   |                                 |                             |  |  |       |  |  | Franz de Paula Gundaker von Colloredo-Mansfeld |  |  | Rudolph Joseph von Colloredo-Waldsee |  |
|                                                    |   |                                 |                             |  |  |       |  |  | Franz de Paula Gundaker von Colloredo-Mansfeld |  |  | Rudolph Joseph von Colloredo-Waldsee |  |
|                                                    |   | Maria Gabriella von Starhemberg |                             |  |  |       |  |  | Franz de Paula Gundaker von Colloredo-Mansfeld |  |  |                                      |  |
| Ferdinand von Colloredo-Mansfeld                   |   |                                 |                             |  |  |       |  |  | Franz de Paula Gundaker von Colloredo-Mansfeld |  |  |                                      |  |
|                                                    |   | Maria Isabella von Mansfeld     | Heinrich Franz von Mansfeld |  |  |       |  |  |                                                |  |  |                                      |  |
|                                                    |   | Maria Isabella von Mansfeld     | Heinrich Franz von Mansfeld |  |  |       |  |  |                                                |  |  |                                      |  |
|                                                    |   | Maria Isabella von Mansfeld     | Marie Louise d'Aspremont    |  |  |       |  |  |                                                |  |  |                                      |  |
| Joseph Franz von Colloredo-Mansfeld                |   | Maria Isabella von Mansfeld     |                             |  |  |       |  |  |                                                |  |  |                                      |  |
|                                                    |   | Ludwig Anton von Ziegler        | …                           |  |  |       |  |  |                                                |  |  |                                      |  |
|                                                    |   | Ludwig Anton von Ziegler        | …                           |  |  |       |  |  |                                                |  |  |                                      |  |
|                                                    |   | Ludwig Anton von Ziegler        | …                           |  |  |       |  |  |                                                |  |  |                                      |  |
| Marie Margarethe von Ziegler                       |   | Ludwig Anton von Ziegler        |                             |  |  |       |  |  |                                                |  |  |                                      |  |
|                                                    |   | Judith Rohr                     | …                           |  |  |       |  |  |                                                |  |  |                                      |  |
|                                                    |   | Judith Rohr                     | …                           |  |  |       |  |  |                                                |  |  |                                      |  |
|                                                    |   | Judith Rohr                     | …                           |  |  |       |  |  |                                                |  |  |                                      |  |
| Hieronymus Ferdinand Rudolf von Colloredo-Mansfeld |   | Judith Rohr                     |                             |  |  |       |  |  |                                                |  |  |                                      |  |
|                                                    | … | …                               |                             |  |  |       |  |  |                                                |  |  |                                      |  |
|                                                    | … | …                               |                             |  |  |       |  |  |                                                |  |  |                                      |  |
|                                                    | … | …                               |                             |  |  |       |  |  |                                                |  |  |                                      |  |
| Karl Alfred von Lebzelten                          | … |                                 |                             |  |  |       |  |  |                                                |  |  |                                      |  |
|                                                    |   | …                               | …                           |  |  |       |  |  |                                                |  |  |                                      |  |
|                                                    |   | …                               | …                           |  |  |       |  |  |                                                |  |  |                                      |  |
|                                                    |   | …                               | …                           |  |  |       |  |  |                                                |  |  |                                      |  |
| Maria Teresa von Lebzeltern                        |   | …                               |                             |  |  |       |  |  |                                                |  |  |                                      |  |
|                                                    |   | …                               | …                           |  |  |       |  |  |                                                |  |  |                                      |  |
|                                                    |   | …                               | …                           |  |  |       |  |  |                                                |  |  |                                      |  |
|                                                    |   | …                               | …                           |  |  |       |  |  |                                                |  |  |                                      |  |
| Maria Magdalena von Ockel                          |   | …                               |                             |  |  |       |  |  |                                                |  |  |                                      |  |
|                                                    |   | …                               | …                           |  |  |       |  |  |                                                |  |  |                                      |  |
|                                                    |   | …                               | …                           |  |  |       |  |  |                                                |  |  |                                      |  |
|                                                    |   | …                               | …                           |  |  |       |  |  |                                                |  |  |                                      |  |
|                                                    |   | …                               |                             |  |  |       |  |  |                                                |  |  |                                      |  |